# إريك جي. فريتز
إريك جي. فريتز هو سياسي ألماني، ولد في 9 ديسمبر 1946 في تآيسيندورف في ألمانيا. نشط حزبياً في الاتحاد الديمقراطي المسيحي. وقد انتخب ممثل الجمعية البرلمانية لمجلس أوروبا ‏ لترشحه ضمن قائمة ألمانيا، (25 يناير 2010 – 26 يناير 2014) وانتخب عضو في البوندستاغ الألماني خلال فترته النيابية ‏ (20 ديسمبر 1990 – 10 نوفمبر 1994).